# Mareczki
Mareczki – wieś w Polsce położona w województwie lubelskim, w powiecie puławskim, w gminie Wąwolnica.
W latach 1975–1998 miejscowość należała administracyjnie do ówczesnego województwa lubelskiego.
Wieś stanowi sołectwo gminy Wąwolnica. Według Narodowego Spisu Powszechnego z roku 2011 wieś liczyła  mieszkańców.
Wierni Kościoła rzymskokatolickiego należą do parafii św. Wojciecha w Wąwolnicy.

## Historia
Mareczki historycznie położone w gminie i parafii Wąwolnica, województwa lubelskiego. Wieś notowana w roku 1661 jako Mareczki „seu” (lub) Keblow (Kębło) była wsią królewską. Jako Mareczki zapisano ją w 1674 roku (Rejestr Pogłownego powiatu lubelskiego) i była to już samodzielna osada. W roku 1676 występują Marecki natomiast od 1721 choć na mapie z 1786 r. (Perth) zapisano ją Maruszki, czyli Marzęczki. W 1827 r. spisana jako wieś rządowa nosząca obecną nazwę Mareczki.